# سیارک ۹۹۹۱
سیارک ۹۹۹۱ (به انگلیسی: 9991 Anezka، نامگذاری:1997TY7) نه هزار و نهصد و نود و یکمین سیارک کشف شده‌است که در ۵ اکتبر ۱۹۹۷ کشف شد.
قدر مطلق سیارک برابر ۱۲٫۷۰ است.